# كزافييه نيكسون
كزافييه نيكسون (بالإنجليزية: Xavier Nixon)‏ هو لاعب كرة قدم أمريكية أمريكي، ولد في 17 سبتمبر 1990 في فاييتفيل في الولايات المتحدة.

## وصلات خارجية
- كزافييه نيكسون على موقع مرجع كرة القدم المحترفة.كوم (الإنجليزية)